# Gregor Fučka
Gregor Fučka, né le 7 août 1971 à Kranj en Slovénie, est un joueur de basket-ball slovène naturalisé italien.

## Clubs
- 1988-1990 :  Olimpija de Ljubljana
- 1990-1994 :  Stefanel Trieste
- 1994-1997 :  Olimpia Milan
- 1997-2002 :  Fortitudo Bologne
- 2002-2006 :  FC Barcelone
- 2006-2007 :  Akasvayu Girona
- 2007-2008 :  Lottomatica Roma
- 2008-2009 :  Fortitudo Bologne
- 2009-2011 :  Pistoia Basket 2000

## Palmarès

### Équipe nationale
- Championnat d'Europe
  -  médaille d'or au Championnat d'Europe 1999 en France
  -  médaille d'argent au Championnat d'Europe 1997 à Barcelone
- autres
  - médaille de bronze en 1994 aux Goodwill Games
  - Champion d'Europe junior en 1990
  - Participation aux Jeux olympiques de 2000 à Sydney

### Club
- Euroligue 2003 avec Barcelone
- Champion d'Italie 1996 avec Milan, 2000 avec Bologne
- Coupe d'Italie 1996 avec Milan, 1998 avec Bologne
- Liga ACB 2003, 2004
- Coupe du Roi 2003
- Supercoupe d'Espagne 2005